# Prelatura territoriale di Yauyos
La prelatura territoriale di Yauyos (in latino Praelatura Territorialis Yauyosensis) è una sede della Chiesa cattolica in Perù suffraganea dell'arcidiocesi di Lima. Nel 2021 contava 235.868 battezzati su 276.371 abitanti. È retta dal vescovo Ricardo García García.

## Territorio
La prelatura territoriale comprende le province di Cañete e Yauyos nella regione peruviana di Lima.
Sede prelatizia è la città di San Vicente de Cañete, dove si trova la cattedrale di San Vincenzo martire.
Il territorio è suddiviso in 22 parrocchie.

## Storia
La prelatura territoriale di Yauyos è stata eretta il 12 aprile 1957 con la bolla Expostulanti venerabili di papa Pio XII, ricavandone il territorio dall'arcidiocesi di Lima. Originariamente comprendeva le province civili di Yauyos e di Huarochirí.
Il 24 marzo 1962 in virtù del decreto Ad tutius consulendum della Sacra Congregazione Concistoriale ha acquisito la provincia civile di Cañete, che era appartenuta fino ad allora all'arcidiocesi di Lima. Contestualmente la sede prelatizia, che in origine era fissata in Matucana, fu stabilita a San Vicente de Cañete.
Il 19 marzo 1964 è stato istituito il seminario minore, dedicato a Nostra Signora della Valle.
Il 19 marzo 1971 è stato istituito il seminario maggiore, dedicato a san Giuseppe.
Il 6 luglio 2001 ha ceduto quattro parrocchie, corrispondenti alla provincia di Huarochirí, alla diocesi di Chosica.
Il 9 luglio 2015 la Congregazione per il culto divino e la disciplina dei sacramenti ha concesso ai sacerdoti che vivono nella prelatura territoriale di celebrare fino a quattro messe la domenica e nelle feste di precetto.

## Cronotassi dei vescovi
Si omettono i periodi di sede vacante non superiori ai 2 anni o non storicamente accertati.
- Ignacio María de Orbegozo y Goicoechea † (12 aprile 1957 - 26 aprile 1968 nominato vescovo di Chiclayo)
- Luis Sánchez-Moreno Lira † (26 aprile 1968 - 2 marzo 1996 nominato arcivescovo di Arequipa)
- Juan Antonio Ugarte Pérez (15 marzo 1997 - 29 novembre 2003 nominato arcivescovo di Cusco)
- Ricardo García García, dal 12 ottobre 2004

## Statistiche
La prelatura territoriale nel 2021 su una popolazione di 276.371 persone contava 235.868 battezzati, corrispondenti all'85,3% del totale.
| anno | popolazione | popolazione | popolazione | presbiteri | presbiteri | presbiteri | presbiteri                | diaconi | religiosi | religiosi | parrocchie |
| anno | battezzati  | totale      | %           | numero     | secolari   | regolari   | battezzati per presbitero | diaconi | uomini    | donne     | parrocchie |
| ---- | ----------- | ----------- | ----------- | ---------- | ---------- | ---------- | ------------------------- | ------- | --------- | --------- | ---------- |
| 1966 | 160.000     | 162.584     | 98,4        | 28         | 26         | 2          | 5.714                     |         | 5         | 10        | 59         |
| 1970 | 170.925     | 173.425     | 98,6        | 35         | 23         | 12         | 4.883                     |         | 12        | 8         | 23         |
| 1976 | 205.300     | 211.620     | 97,0        | 29         | 20         | 9          | 7.079                     |         | 12        | 20        | 25         |
| 1980 | 214.000     | 220.000     | 97,3        | 33         | 29         | 4          | 6.484                     |         | 7         | 25        | 25         |
| 1990 | 262.220     | 293.524     | 89,3        | 33         | 33         |            | 7.946                     |         |           | 37        | 25         |
| 1999 | 303.980     | 307.401     | 98,9        | 40         | 38         | 2          | 7.599                     |         | 2         | 55        | 25         |
| 2000 | 309.919     | 317.932     | 97,5        | 35         | 34         | 1          | 8.854                     |         | 1         | 57        | 25         |
| 2001 | 319.820     | 328.527     | 97,3        | 45         | 43         | 2          | 7.107                     |         | 2         | 51        | 22         |
| 2002 | 287.861     | 295.548     | 97,4        | 34         | 33         | 1          | 8.466                     |         | 1         | 61        | 20         |
| 2003 | 291.000     | 330.707     | 88,0        | 41         | 41         |            | 7.097                     |         |           | 54        | 20         |
| 2004 | 208.088     | 214.523     | 97,0        | 41         | 41         |            | 5.075                     |         |           | 54        | 20         |
| 2013 | 232.841     | 239.000     | 97,4        | 55         | 55         |            | 4.233                     |         |           | 65        | 21         |
| 2016 | 242.040     | 270.314     | 89,5        | 53         | 53         |            | 4.566                     |         |           | 73        | 22         |
| 2019 | 230.764     | 270.390     | 85,3        | 53         | 53         |            | 4.354                     |         |           | 60        | 22         |
| 2021 | 235.868     | 276.371     | 85,3        | 57         | 57         |            | 4.138                     |         |           | 63        | 22         |